# Lecithocera
Lecithocera é um gênero de traça pertencente à família Agonoxenidae.